# Østerbrogade
 For alternative betydninger, se Østerbrogade (flertydig). (Se også artikler, som begynder med Østerbrogade)
Østerbrogade i København blev anlagt som indfaldsvej fra Østerport, som blev opført nær den nuværende station ved fæstningens omlægning i 1647.
Oprindelig hed gaden blot Østerbro eller Østerstenbro.
Strækningen fra Trianglen og udad var oprindelig ikke med, men hørte til Strandvejen indtil 1858, og i 1949 kom vejen til at hedde Østerbrogade helt til Svanemøllen Station.
Efter Dag Hammarskjölds død i 1961 blev det inderste stykke, fra Østerport til Lille Triangel, omdøbt til Dag Hammarskjölds Allé i 1962, men nummereringen bibeholdtes. På denne brede strækning findes allétræer (lindetræer), der vidner om, at dette var indfaldsvejen til Østerport, da København endnu var omgivet af volde. Alléen var blevet plantet på initiativ af general Ernst Peymann i 1787.

## ABC-gade
Mellem Østerbrogade 54 og 56 ligger en lille sidegade der forbinder Østerbrogade med Rosendalsgade. Sidegaden er ikke en del af den egentlige Østerbrogade, men husene har alligevel adresse på Østerbrogade. I folkemunde kaldes sidegaden for ABC-gade efter husnumrene: Østerbrogade 54 A, B, C, D og E samt 56 A, B, C og D.

## Kendte institutioner og bygninger på Østerbrogade
Indtil Nordre Frihavnsgade:
- Nr. 23/Ryesgade: Bikubens tidligere ejendom (1937 af Georg Palludan, vinduer ændret)
- Nr. 50-52: To ens hjørneejendomme (1896-97 af S.C. Petersen-Hinrichsen)
- Nr. 54-56: To ens hjørneejendomme (1889 af S.C. Petersen-Hinrichsen)
- Nr. 70: Triangel Teatret, siden Easy Sound Recording Studio, i dag Normann Copenhagen
- Nr. 72: Hjørneejendom (1894 af S.C. Petersen-Hinrichsen). En mindetavle er opsat for Ejler Haubirk.
- Nr. 74: Boligejendommen Skt. Petersborg med tre spir opført 1888-90 ved Ferdinand Vilhelm Jensen

Nordre Frihavnsgade til Nøjsomhedsvej:
- Nr. 55 A: Brumlebys tidligere badeanstalt, mellem 1962 og 1994 forsamlingshus for Kristi Menighed
- Nr. 57: Lægeforeningens Boliger, kaldet Brumleby, tegnet af M.G. Bindesbøll 1853-57 og Vilhelm Klein 1866-72
- Nr. 57A: Kronprinsesse Louises Asyl (1886 af Vilhelm Klein)
- Nr. 59: Sankt Jakobs Kirke, 1878 af Ludvig Fenger. Menighedshus 1902 af Thorvald Jørgensen
- Nr. 78: Hjørneejendommen Hjørnelund (1883 af S.C. Petersen-Hinrichsen)
- Nr. 79: Park Bio, 1921-23 af Arthur Wittmaack & Vilhelm Hvalsøe
- Nr. 84: Etageejendom (1898-1900 af Eugen Jørgensen)
- Nr. 102: Etageejendom, opført 1902 (Her har både HM Kong Christian d. 9, og HM Kong Christian d. 10. gået til danseundervisning)

Nøjsomhedsvej til Strandboulevarden:
- Nr. 85: Clara Raphaels Hus, kvindehjem opført 1918-20 ved Johannes Strøm Tejsen
- Nr. 95: Del af boligkarré fra 1929-30 ved Christian Mandrup-Poulsen og Einar Ambt. I st.tv. boede statsminister H.C. Hansen

Strandboulevarden til Svanemøllen:
- Nr. 107A-107B: Boligbyggeriet Øbro105, 2007 af C.F. Møller. Nomineret til Mies Van der Rohe-prisen.
- Nr. 115: Øbrocentret med boliger og butikker (1957-58 af Jean Fehmerling)
- Nr. 158-160: Ejendommen Vibensgaard, 1903-04 af Anton Rosen, fredet.
- Nr. 162/Nyborggade 1-11/Sionsgade: Lægeforeningens Boliger (1959-61 af Holm & Grut)
- Nr. 192: Sions Kirke, 1896 af Valdemar Koch
- Nr. 226-238: Svanemøllebo, 1935 af Wittmaack & Hvalsøe
- Nr. 246: Svanemøllen Station

## Tidligere bygninger på Østerbrogade
- Nr. 15 (opr. 7C): Her lå en trævilla, hvor P.F. Rist og C.C.G. Andræ boede. Andræ boede her indtil sin død 1893.
- Nr. 50 (opr. nr. 24): Villa, hvor Søren Kierkegaard boede i en periode. Opført 1850, nedrevet 1897 ved Willemoesgades gennembrud
- Nr. 74: Her lå skansen Vartov indtil ødelæggelsen 1658. Senere blev landstedet Skt. Petersborg opført, hvor zar Peter den Store boede 1716
- Nr. 162 (opr. Strandvejen 4): Ny Lægeforeningens Boliger, tegnet 1878 af Vilhelm Klein. Nedrevet 1956-1957 og erstattet af nye blokke